# Вінстон Ґрем
Вінстон (Ґрехем) Ґрем (англ. Winston Graham, 30 червня 1908, Манчестер, Ланкашир, Англія — 10 липня 2003, Лондон) — англійський письменник, найвідоміший завдяки серії історичних романів під назвою «Полдарк».

## Життя та творчість
Народився В. Ґрем у 1908 році у графстві Ланкашир на північному заході Англії. У 17-річному віці переїхав до Перранпорта, Корнуолл, де прожив 34 роки.
Його перший роман «Будинок з вітражем» був опублікований в 1934 році, а перший роман із серії Полдарк — «Росс Полдарк» — в 1945 році; згодом з'явилося ще 11 романів цієї серії, останній — «Белла Полдарк», вийшов друком у 2002 році. Серія була створена в графстві Корнуолл, в безпосередній близькості від Перранпорта, де автор провів більшу частину свого життя. Перші сім романів були екранізовані Бі-Бі-Сі у вигляді серіалу і вперше демонструвалися у Великій Британії в період між 1975 і 1977 роками. Телетрансляція була настільки успішною, що деякі вікарії переносили або скасовували церковні служби, щоб ті не перетиналися з серіалом.
Крім романів згаданої серії «Полдарк», найуспішнішою роботою Ґрема також був «Марні» (1964) — трилер, знятий Альфредом Гічкоком і з Шоном Коннері у головній ролі.
Вінстон Ґрем був успішним письменником; він написав близько тридцяти романів (крім історичної серії творів, був автором шпигунських трилерів і детективів). Ґрем також написав історію іспанської Армади та ряд інших історичних романів.
У 1939 році він одружився з Джин Вільямсон, жінкою, яку вперше зустрів у 1926 році, коли їй було 13 років. Вона померла в грудні 1992 року.
В юності В. Ґрем був пристрасним гравцем в теніс і ретельно вів записи, скільки він займався цим видом спорту того чи іншого дня. Він жив в Перранпорті з 1925 до 1959 року, потім (1960) недовго оселився на півдні Франції, а далі — у Східному Сассексі.
Був головою Товариства авторів і членом Королівського літературного товариства, а в 1983 році удостоєний ордена Британської імперії.

## Вшанування пам'яті
Автобіографія Ґрема під назвою «Спогади простої людини» була опублікована в 2003 році.
У Великій Британії присуджують історичну премію імені Вінстона Ґрема.
Більшість рукописів і документів В. Ґрема після смерті письменника були передані в Королівський інститут Корнуолла його сином Ендрю та дочкою Розамунд.

### Книги
The Poldark Series
- 1945 — Ross Poldark
- 1946 — Demelza
- 1950 — Jeremy Poldark
- 1953 — Warleggan
- 1973 — The Black Moon
- 1976 — The Four Swans
- 1977 — The Angry Tide
- 1981 — The Stranger from the Sea
- 1983 — Poldark's Cornwall (non-fiction)
- 1982 — The Miller's Dance
- 1984 — The Loving Cup
- 1990 — The Twisted Sword
- 2002 — Bella Poldark

### Інші твори
- 1934 — House with Stained Glass Windows
- 1935 — Into the Fog
- 1935 — The Riddle of John Rowe
- 1936 — Without Motive
- 1937 — The Dangerous Pawn
- 1938 — The Giant's Chair
- 1939 — Keys of Chance
- 1939 — Strangers Meeting
- 1940 — No Exit
- 1941 — Night Journey
- 1942 — My Turn Next
- 1944 — The Merciless Ladies
- 1945 — The Forgotten Story
- 1947 — Take My Life
- 1949 — Cordelia / Корделія
- 1950 — Night without Stars
- 1953 — Fortune Is a Woman / Фортуна — жінка
- 1955 — The Little Walls / Бар'єри (нагороджений Золотим кинджалом)
- 1956 — The Sleeping Partner
- 1957 — Greek Fire
- 1959 — The Tumbled House
- 1961 — Marnie / Марні
- 1963 — The Grove of Eagles
- 1965 — After the Act
- 1967 — The Walking Stick
- 1970 — Angel, Pearl and Little God / Енджелл, Перл і Маленький Божок
- 1971 — The Japanese Girl
- 1972 — The Spanish Armadas
- 1982 — The Cornish Farm
- 1986 — The Green Flash
- 1992 — Stephanie
- 1995 — Tremor
- 1998 — The Ugly Sister
- 2003 — Memoirs of a Private Man

## Екранізації
1. Візьми моє життя (Take My Life, Велика Британія, 1947)
2. Ніч без зірок (Night Without Stars, Велика Британія, 1951)
3. Фортуна — жінка (Fortune Is a Woman, Велика Британія, 1957)
4. Карнавал злочинів (Sócio de Alcova / Carnival of Crime, Аргентина-Бразилія-США-Іспанія, 1962) — за романом «The Sleeping Partner»
5. Марні (Marnie, США, 1964)
6. Сплячий партнер (The Sleeping Partner, Велика Британія, 1967)
7. Вбивство в опері (Mord nach der Oper, ФРН, 1969) — за романом «Take My Life»
8. Прогулянкова тростина (The Walking Stick, Велика Британія, 1970)
9. Сім'я Полдарк (Poldark, Велика Британія, 1975—1977, телесеріал, 24 серії)
10. Сім'я Полдарк (Poldark, Велика Британія, 1996) — за романом «The Stranger from the Sea»
11. Полдарк (Poldark, Велика Британія, 2015-2019, телесеріал, 5 сезонів, 43 епізоди)